# Lonchocarpus laxiflorus
Lonchocarpus laxiflorus är en ärtväxtart som beskrevs av Jean Baptiste Antoine Guillemin och Perr. Lonchocarpus laxiflorus ingår i släktet Lonchocarpus och familjen ärtväxter. IUCN kategoriserar arten globalt som livskraftig. Inga underarter finns listade i Catalogue of Life.

## Bildgalleri